# Matsalu

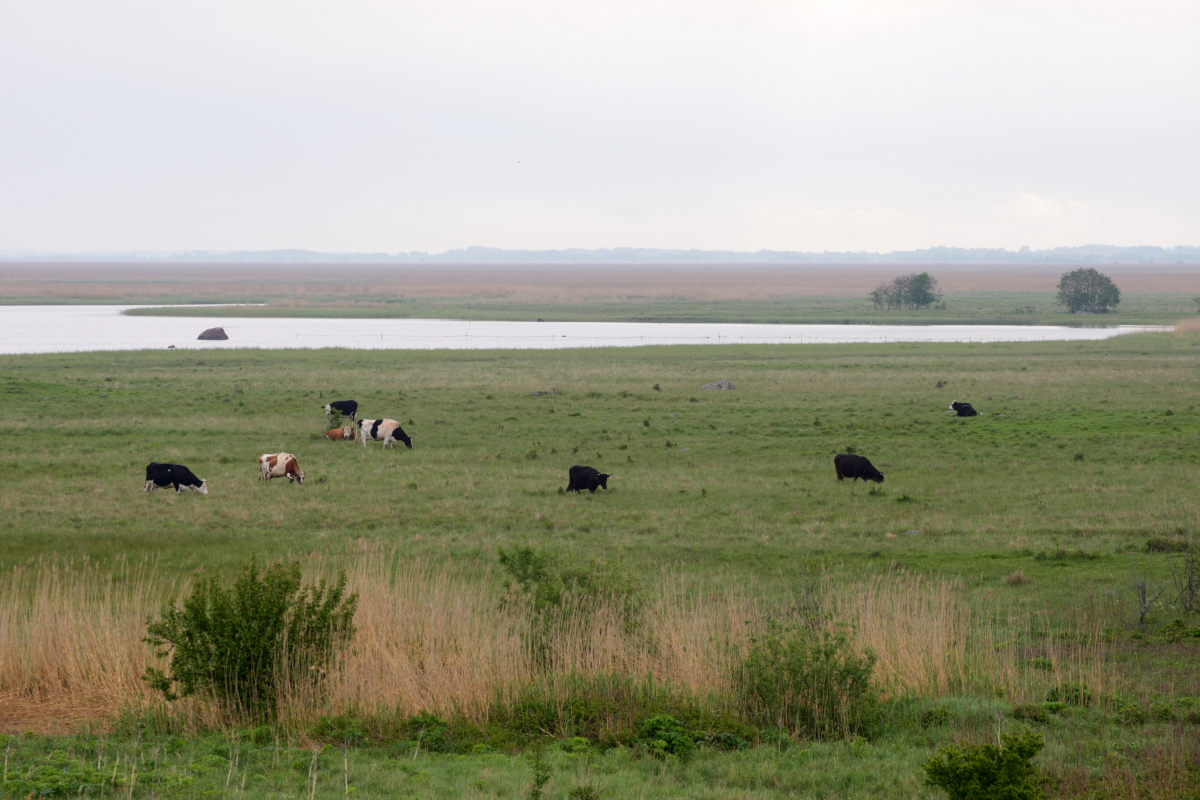
Paysage autour de Matsalu

Matsalu (autrefois Matzal) est un petit village estonien de 49 habitants appartenant à la commune de Lihula (autrefois Leal) et au Läänemaa. Il est connu pour son ancien manoir construit au XVIIIe siècle. Le village appartenait à l'époque de l'Empire russe à la paroisse de Kerrus. Il fait partie aujourd'hui d'un parc naturel.